# Nuits andalouses
Pour plus de détails, voir Fiche technique et Distribution.
Nuits andalouses (titre espagnol : Noches andaluzas) est un film franco-espagnol réalisé par Maurice Cloche et sorti en 1954.

## Synopsis
Une jeune femme hérite de son père d'un château et d'une mine en Espagne. Elle se résigne à épouser un homme riche afin de sauver le château qui tombe en ruine.

## Fiche technique
- Titre espagnol : Noches andaluzas
- Réalisation : Maurice Cloche
- Scénario : Maurice Cloche d'après une histoire de René Barjavel
- Musique : Juan Solano
- Photographie : Alberto Carles Blat, Nicolas Hayer
- Montage : Renée Gary, Margarita de Ochoa
- Production : Les Films Maurice Cloche - Exclusivas Floralva Producción - Goya Producciones Cinematográficas S.A.
- Pays de production :  France,  Espagne
- Langue originale : Français
- Lieux de tournage : Paris, Séville
- Format : Noir et blanc et couleur (Gevacolor) - 1,37:1 - 35 mm - Son mono
- Genre : Drame
- Durée :
  - France : 95 min
  - Espagne : 90 min
- Dates de sortie : 
  - France - 2 avril 1954
  - Espagne - 6 juin 1955
- Affiche : Boris Grinsson (France)

## Distribution
- Geneviève Page : Dominique de Bellecombe
- Frank Villard : Armand de Puysherbeux
- Mario Cabré : Antonio Martín
- Dolores Vargas : Azucena
- Manolo Morán : Don Pedro Aragonés
- Bernard La Jarrige : Gaston
- José Isbert : Chauffeur de taxi
- Laura Granados : Soledad
- Rafael Albaicín : Bandit
- Luis Fernando Rodríguez 'Candi' : Paco
- Aurora de Alba : Carmencita
- Paul Demange : Père de Dominique
- Marcelle Duval : Mère de Dominique